# 法属路易斯安那
路易斯安那（法語：La Louisiane），1879年起特称法属路易斯安那（La Louisiane française），是法国北美殖民地新法兰西的一个行政区，其存续时间为1682年－1763年，和短暂的1800年－1803年。
法属路易斯安那包括密西西比河流域，南至墨西哥湾，向北延伸至五大湖地区，东起阿巴拉契亚山脉，西至落基山脉，可分为上路易斯安那和下路易斯安那。
「路易斯安那」由法国探险家拉薩勒命名，其名乃是纪念法国国王路易十四。
今天的美国路易斯安那州由此得名，但范围大幅缩小，仅为相当于法属路易斯安那的一小部分。

## 历史
- 1762年，法國為感謝盟友西班牙在七年战争中的支持，秘密約定將整個法属路易斯安那送给西班牙。1763年，七年战争结束，英國戰勝法國及其同盟，參戰諸国签订巴黎和约，法属路易斯安那的密西西比河以东部分被割让给英国；西班牙實際得到的只有密西西比河以西的部分，其在和約中的名義是彌補西班牙割讓佛羅里達給英國的損失。
- 美國獨立之後，英國在巴黎條約中承認美國占領密西西比河以東的土地，包括法属路易斯安那的這部分。
- 1800年，法国的拿破仑政權以義大利托斯卡尼之統治權向西班牙換取先前法属路易斯安那密西西比河以西部分的宗主权。1803年，拿破崙决定将這部分的法属路易斯安那售予美国。

## 参見
- 路易斯安那購地

## 引用和注释

法属路易斯安那地图（1750年）

1. ↑  "La Louisiane française 1682-1803", 2002, webpage (in English): louisiana.culture.fr （页面存档备份，存于）: although named, in French, "La Louisiane", that name became the French term for the U.S. state of Louisiana, so by 1879, the colonial region was called La Louisiane française.